# ضحمة
ضُحْمَة أو سمكة الشمس (الاسم العلمي: Mola)، جنس أسماك بحرية من فصيلة الضحميات. أعطانها مياه بحار المناطق الحارة. أنواعها المعروفة ثلاثة جميعها غريبة الشكل تبدو كأنها مقطومة المؤخر.

## الأنواع
تضم ثلاثة أنواع معترف بها حاليًا
- سمكة شمس المحيط (كارولوس لينيوس، 1758) (Ocean sunfish)
- Mola ramsayi (Giglioli, 1883) (سمكة الشمس الجنوبية)
- Mola tecta Nyegaard et al., 2017 (سمكة الشمس المخادعة)